# Локачинський район
Локачи́нський райо́н — колишній район у південно-західній частині Волинської області у верхів'ях рік Луги, Стоходу і Турії (басейни Західного Бугу та Прип'яті). Станом на 1 січня 2002 року в районі проживало 25,4 тис. осіб, в тому числі 20,1 тис. сільського населення, що становить 82 відсотки. Загальна площа земель становить 71169 гектарів, в тому числі 51813 — сільськогосподарських угідь, з них ріллі — 43263 гектари. Площа покрита лісом становить 12262 гектари. На території району розміщено 53 сільські населені пункти і одне селище міського типу. Діє районна, одна селищна та 19 сільських рад. Районний центр — Локачі — селище міського типу, розташоване на правому березі річки Луги, за 56 км на захід від обласного центру.

## Історія
Район було утворено в січні 1940 року. В грудні 1962 року його ліквідовано, територію передано до складу Володимир-Волинського і Горохівського районів. З січня 1965 року район відновлено.
Назва Локачі походить від дієслова локати, лочити, що означає надмірно їсти. Першими історичними володарями Локачів були князі Чорторийські, які взяли назву від місцевості Чорторийськ над Стиром. Рід свій вони ведуть від Гедиміна, князя Литовського, який жив у 14 віці. У період господарювання Чорторийських у Локачах збудували замок на болотах близько села Козлів — навпроти Локач. Про цей замок згадує Ян Яблонський — воєвода Волинський у 1545 році. Далі володарями Локач стають князі литовські Сангушки, які з'явилися на Волині в Камені-Каширському і Ратному в 1441—1443 роках. Найвідомішим з цього роду був Роман Сангушко (1537—1571) — князь Локач.
У 1625 році Локачі дістаються Людвікові Вільзі. Локачі вже були містечком і мали право на чотири ярмарки. Населення займалося сільським господарством. Налічувалось в Локачах 173 двори. Крім ремісників, шевців, кравців, пекарів, перекупників була ще одна категорія — торгова знать. Становище селян в цей час було нестерпним. Феодали примушували селян відробляти шість днів панщини на тиждень, стягуючи грошові та натуральні податки.
В 1793 році після другого розподілу Польщі, Локачі, як і вся Волинь, попадають під панування Росії. Тривало це до 1917 року.
1812 року Локачі були захоплені військами наполеонівської армії. Наприкінці вересня цього ж року західну частину Волині, в тому числі й Локачі, «визволили» від загарбників російські війська. Більшість місцевих селян брали участь у цій війні і тому вважали, що після закінчення війни одержать свободу. Але їхні сподівання були марними, селяни так і залишилися кріпосними і виконували кріпосні повинності, як і раніше, на користь власника містечка Л. Вільги.
Населення Локачів жило в темряві, панувала суцільна неписемність.
Лише у 1803 році було відкрите парафіяльне училище, яке через брак коштів невдовзі припинило своє існування. Лише з 1817 року розпочалося нормальне навчання в училищі, навчали польською і російською мовами. Навчання в школі майже не було, вона була закрита, лише у 1835 році відновлює свою роботу. Після реформи 1861 року в Локачах виникають перші капіталістичні підприємства. Діяло дві суконні фабрики, цегельний завод. Селяни займалися кустарними промислами, особливо було розвинуте столярне виробництво, виготовлення деяких сільськогосподарських знарядь, ковальська справа, ткацтво, цим займались у кожному господарстві. Вироби збувалися на місцевих ринках та ярмарках, що відбувалися в Локачах.
23 червня 1941 року до Локачів вдерлися німецько-фашистські загарбники. Настали жахливі дні гітлерівської окупації. Німецькі окупанти організували в Локачах масові розстріли, під час яких знищено 3667 чоловік єврейської національності. До Німеччини на каторжні роботи фашисти вивезли 994 чоловіки. В липні 1944 року Локачі було відбито від німецько-фашистських загарбників. У боях за селище смертю хоробрих полягло багато радянських воїнів. На честь їх в центрі селища споруджено пам'ятник.
У 1955 році в Локачах зведено двоповерховий будинок районної ради депутатів трудящих і райкому партії, споруджено нові приміщення побутового комбінату, їдальні, крохмальний завод, раймаг, хлібопекарню, стала до ладу інкубаторно-птахівнича станція, відбудували двоповерхове приміщення середньої школи.
25 травня 2014 року відбулися Президентські вибори України. У межах Локачинського району була створена 51 виборча дільниця. Явка на виборах складала — 80,19 % (проголосували 13 814 із 17 227 виборців). Найбільшу кількість голосів отримав Петро Порошенко — 47,90 % (6 617 виборців); Юлія Тимошенко — 19,97 % (2 759 виборців), Олег Ляшко — 17,52 % (2 420 виборців), Анатолій Гриценко — 4,39 % (607 виборців). Решта кандидатів набрали меншу кількість голосів. Кількість недійсних або зіпсованих бюлетенів — 0,87 %.

## Транспорт
Територією району проходять такі автошляхи: Н22, Т 0305 та Т 0311.
Залізничне сполучення відсутнє.

## Адміністративний устрій
Район поділяється на 1 селищну і 19 сільських рад, що об'єднують 54 населених пункта. Адміністративний центр — місто Локачі.

## Природно-заповідний фонд
Ботанічні заказники: Губин (загальнодержавного значення). 
Гідрологічні заказники: Луга-Свинорийка, Лучний, Окорський, Серна, Чорногузівський, Холопичівський. 
Загальнозоологічні заказники: Губинський резерват. 
Лісові заказники: Садівська Дача. 
Ботанічні пам'ятки природи: Дуб звичайний велетень-1, Дуб звичайний велетень-2, Модриновий ліс, Сосна звичайна велетень. 
Гідрологічні пам'ятки природи: Витік річки Турії, Затурцівські джерела, Турійські джерела. 
Парки-пам'ятки садово-паркового мистецтва: Садиба Липинського. 

## Музеї
- Музей-садиба В. Липинського.

## Пам'ятки
Станом на 1 січня 2009 року у Локачинському районі Волинської області нараховується 19 пам'яток архітектури, з яких 7 — національного значення.
- Михайлівська церква і дзвіниця с. Великий Окорськ (1787 р. кінець ХУІІІ)
- Михайлівська церква і дзвіниця с. Кисилин (1777 р.- ХУІІІст.)
- Костел, келія монастиря с. Кисилин
- Луківська церква с. Сірнички (1788 р.)
- Костел Августинів св. Трійці (1641–1642)